# Romanian Cup
La Romanian Cup es una competición de waterpolo masculino para selecciones internacionales que se celebra en Bucarest (Rumanía).
En 2009 la competición tuvo lugar en la piscina del Dinamo Sport Club.

## Historial
Estos son los ganadores de Copa:
| N.º | Año  | Oro     | Plata   | Bronce | 4º       |
| --- | ---- | ------- | ------- | ------ | -------- |
| I   | 2009 | Rumania | Hungría | Rusia  | Alemania |